# HMS Minotaur (1816)
HMS Minotaur (Корабль Его Величества «Минотавр») — 74-пушечный линейный корабль третьего ранга. Второй корабль Королевского флота, названный HMS Minotaur, в честь минотавра, чудовища из греческой мифологии. Шестой корабль типа Ganges. Относился к так называемым «обычным 74-пушечным кораблям», нёс на верхней орудийной палубе 18-фунтовые пушки. Заложен в феврале 1812 года. Спущен на воду 15 апреля 1816 года на королевской верфи в Чатеме. Minotaur оставался на службе до 1830 года, когда он был выведен из эксплуатации в Ширнессе и отправлен в резерв. В 1842 году был переведен на рейдовую службу в качестве госпитального судна, и оставался в этом качестве до 1869 года, когда он был отправлен на слом и разобран.